# サッカーサウジアラビア代表
サッカーサウジアラビア代表（サッカーサウジアラビアだいひょう、阿: منتخب السعودية لكرة القدم, 英: Saudi Arabia national football team）は、サウジアラビアサッカー連盟（SAFF）によって構成される、サウジアラビアのサッカーのナショナルチームである。

## 概要
AFCアジアカップで優勝3回（1984年・1988年・1996年）、準優勝3回（1992年・2000年・2007年）という輝かしい実績を誇るアジアの強豪である。
FIFAワールドカップでは初出場の1994年アメリカ大会でベスト16に入賞するなど通算6度の出場歴がある。それ以降のW杯では苦しんでおり、2002年日韓大会ではドイツに0-8という歴史的な大差で敗れるなど4勝2分13敗と大きく負け越している（2022年カタール大会時点）。

## 歴史

### 1970年代 - 2000年代
サウジアラビアの国際試合への参加は、1978年のFIFAワールドカップ・アルゼンチン大会の予選からである。1984年・1988年のAFCアジアカップでは砂漠のペレと称されたマジェド・アブドゥラーらの活躍で大会連覇を成し遂げた。1984年のロサンゼルスオリンピック出場も果たしている。
ワールドカップ本大会初出場は1994年のアメリカ大会である。前年に催されたアジア最終予選では、1位で同予選を通過した。同予選では初戦の日本戦で主将のアブドゥラーが負傷し、第3戦の韓国戦ではモハメド・アル＝デアイエのミスから先制を許し攻勢にさらされたが、終了間際にアフマド・ジャミール・マダニーのヘディングで同点に追いついて危機を乗り切った。
本大会ではオランダ、モロッコ、ベルギーのグループリーグを2勝1敗のグループ2位で通過。第3戦のベルギー戦では、アブドゥラーが前半で負傷したもののサイード・オワイランが4人抜きドリブルからゴールを決め、グループリーグを通過。決勝トーナメント1回戦でスウェーデンに敗れるもベスト16の成績を残している。これがワールドカップにおけるサウジアラビアの最高成績である。
世代別代表では、1989年のFIFA U-16世界選手権で優勝を果たしている。これは当時の男子サッカーでは、アジア唯一のFIFA主催の世界大会における優勝であった。このメンバーが中心となり、1994年のワールドカップ出場に導いている。オリンピックのサッカー競技では、年齢制限が設けられた以降では1996年アトランタ五輪に出場したが、それ以後2016年リオデジャネイロ五輪まで5大会連続で出場を逃している（2021年東京五輪で6大会ぶりに出場）。
ガルフカップ2004、AFCアジアカップ2004、2006 FIFAワールドカップと立て続けにグループリーグ敗退に終わったが、AFCアジアカップ2007では復活し決勝まで進んだ。2010年W杯南アフリカ大会のアジア最終予選では韓国、北朝鮮、イラン、UAEと同組で3位になり、バーレーンとのアジア5位決定戦に進んだ。しかし、ホーム・アンド・アウェーの第2戦でアディショナルタイムに勝ち越し、すぐに追いつかれるという形でバーレーンに敗れ（アウェーゴールを参照）、大陸間プレーオフ進出を逃し予選敗退を喫した。

### 2010年代前半の低迷
AFCアジアカップ2011では、シリアやヨルダンといった新興国に敗北を喫し、日本には0対5のスコアで大敗、2度目のグループリーグ敗退に終わる。さらにこの件を受けて2011年2月からの対外試合禁止を発表し、中東遠征を行ったU-22日本代表がU-23サウジアラビア代表戦のキャンセルを余儀なくされた。その後、2014 FIFAワールドカップ・アジア3次予選ではグループ3位に終わり、最終予選に進めずに2大会連続でワールドカップ出場を逃した。AFCアジアカップ2015でもグループリーグで敗退し、2大会連続でベスト8進出に失敗して低迷からは抜け出せなかった。

### 2018年W杯ロシア大会
2018 FIFAワールドカップではアジア3次（最終）予選に進出し、最終戦で日本に勝利したことでオーストラリアに勝ち点で追いつき、得失点差で上回ったためB組2位で3大会ぶりの本大会出場を決めた。本大会ではロシア、エジプト、ウルグアイと同じグループAに入り、初戦のロシア戦では0-5と大敗、2戦目のウルグアイ戦でも0-1で敗れそのままグループリーグ敗退が決まるも、3戦目のエジプト戦では2-1と逆転勝利を収め、24年ぶりに勝利を収めた。

### 2022年W杯カタール大会
2022 FIFAワールドカップに向けたアジア3次予選では、グループBを首位で突破して2大会連続で本大会出場を決めた。本大会ではグループCに入り、初戦でFIFAランキング3位のアルゼンチンと対戦。10分にリオネル・メッシのPKで先制点を奪われるが、後半にサレー・アル＝シェフリとサーレム・アッ＝ドーサリーのゴールで逆転した。シュート数はわずか3本だったが、アルゼンチンの攻撃を最後まで耐え凌んでW杯優勝経験国から歴史的勝利を挙げた。しかし、続くポーランド戦では終了間際にPKを獲得するも、ポーランドのGKヴォイチェフ・シュチェスニーに阻まれたことで0-2で敗れ、勝利すれば無条件で1994年大会以来28年ぶりの決勝トーナメント進出が決まるメキシコ戦でも1-2で惜敗し、 2大会連続でグループリーグ敗退となった。

### マンチーニ監督時代
2023年8月27日、元イタリア代表監督であったロベルト・マンチーニと2027年までの4年契約を締結した。

#### AFCアジアカップ2023
28年ぶりのアジア制覇を目指して挑んだAFCアジアカップ2023では、1次リーグを2勝1分で首位通過した。ラウンドオブ16の韓国戦では、勝利まであと1分というところで同点ゴールを許し、PK戦の末敗れて前回大会に続いてベスト16で散った。

#### 2026 W杯
2026年北中米W杯・アジア3次予選（最終予選）では、ホームでインドネシア、バーレーンと引き分けるなど苦戦が続き、2024年10月24日、サウジアラビアサッカー連盟とマンチーニの双方の合意のもと、契約解除が決定した。前述の監督就任からわずか1年2ヶ月での退任となった。W杯アジア予選が中断される2024年12月から翌年1月にかけてクウェートで開催されたガルフカップ2024でも、バーレーン、オマーンと格下に相次いで敗戦を喫してベスト4敗退と不振を脱却できなかった。

## 成績

### FIFAワールドカップ
| 開催年 | 結果               | 試合     | 勝利     | 引分     | 敗戦     | 得点     | 失点     |
| ------ | ------------------ | -------- | -------- | -------- | -------- | -------- | -------- |
| 1930   | 不参加             | 不参加   | 不参加   | 不参加   | 不参加   | 不参加   | 不参加   |
| 1934   | 不参加             | 不参加   | 不参加   | 不参加   | 不参加   | 不参加   | 不参加   |
| 1938   | 不参加             | 不参加   | 不参加   | 不参加   | 不参加   | 不参加   | 不参加   |
| 1950   | 不参加             | 不参加   | 不参加   | 不参加   | 不参加   | 不参加   | 不参加   |
| 1954   | 不参加             | 不参加   | 不参加   | 不参加   | 不参加   | 不参加   | 不参加   |
| 1958   | 不参加             | 不参加   | 不参加   | 不参加   | 不参加   | 不参加   | 不参加   |
| 1962   | 不参加             | 不参加   | 不参加   | 不参加   | 不参加   | 不参加   | 不参加   |
| 1966   | 不参加             | 不参加   | 不参加   | 不参加   | 不参加   | 不参加   | 不参加   |
| 1970   | 不参加             | 不参加   | 不参加   | 不参加   | 不参加   | 不参加   | 不参加   |
| 1974   | 不参加             | 不参加   | 不参加   | 不参加   | 不参加   | 不参加   | 不参加   |
| 1978   | 予選敗退           | 予選敗退 | 予選敗退 | 予選敗退 | 予選敗退 | 予選敗退 | 予選敗退 |
| 1982   | 予選敗退           | 予選敗退 | 予選敗退 | 予選敗退 | 予選敗退 | 予選敗退 | 予選敗退 |
| 1986   | 予選敗退           | 予選敗退 | 予選敗退 | 予選敗退 | 予選敗退 | 予選敗退 | 予選敗退 |
| 1990   | 予選敗退           | 予選敗退 | 予選敗退 | 予選敗退 | 予選敗退 | 予選敗退 | 予選敗退 |
| 1994   | ベスト16           | 4        | 2        | 0        | 2        | 5        | 6        |
| 1998   | グループリーグ敗退 | 3        | 0        | 1        | 2        | 2        | 7        |
| 2002   | グループリーグ敗退 | 3        | 0        | 0        | 3        | 0        | 12       |
| 2006   | グループリーグ敗退 | 3        | 0        | 1        | 2        | 2        | 7        |
| 2010   | 予選敗退           | 予選敗退 | 予選敗退 | 予選敗退 | 予選敗退 | 予選敗退 | 予選敗退 |
| 2014   | 予選敗退           | 予選敗退 | 予選敗退 | 予選敗退 | 予選敗退 | 予選敗退 | 予選敗退 |
| 2018   | グループリーグ敗退 | 3        | 1        | 0        | 2        | 2        | 7        |
| 2022   | グループリーグ敗退 | 3        | 1        | 0        | 2        | 3        | 5        |
| 合計   | 6/22               | 19       | 4        | 2        | 13       | 14       | 44       |

### FIFAコンフェデレーションズカップ
| 開催年 | 結果                 | 試合   | 勝利   | 引分   | 敗戦   | 得点   | 失点   |
| ------ | -------------------- | ------ | ------ | ------ | ------ | ------ | ------ |
| 1992   | 準優勝               | 2      | 1      | 0      | 1      | 4      | 3      |
| 1995   | グループステージ敗退 | 2      | 0      | 0      | 2      | 0      | 2      |
| 1997   | グループステージ敗退 | 3      | 1      | 0      | 2      | 1      | 8      |
| 1999   | 4位                  | 5      | 1      | 1      | 3      | 8      | 16     |
| 2001   | 不参加               | 不参加 | 不参加 | 不参加 | 不参加 | 不参加 | 不参加 |
| 2003   | 不参加               | 不参加 | 不参加 | 不参加 | 不参加 | 不参加 | 不参加 |
| 2005   | 不参加               | 不参加 | 不参加 | 不参加 | 不参加 | 不参加 | 不参加 |
| 2009   | 不参加               | 不参加 | 不参加 | 不参加 | 不参加 | 不参加 | 不参加 |
| 2013   | 不参加               | 不参加 | 不参加 | 不参加 | 不参加 | 不参加 | 不参加 |
| 2017   | 不参加               | 不参加 | 不参加 | 不参加 | 不参加 | 不参加 | 不参加 |
| 合計   | 4/10                 | 12     | 3      | 1      | 8      | 13     | 31     |

### AFCアジアカップ
| 開催年 | 結果               | 試合   | 勝利   | 引分   | 敗戦   | 得点   | 失点   |
| ------ | ------------------ | ------ | ------ | ------ | ------ | ------ | ------ |
| 1956   | 不参加             | 不参加 | 不参加 | 不参加 | 不参加 | 不参加 | 不参加 |
| 1960   | 不参加             | 不参加 | 不参加 | 不参加 | 不参加 | 不参加 | 不参加 |
| 1964   | 不参加             | 不参加 | 不参加 | 不参加 | 不参加 | 不参加 | 不参加 |
| 1968   | 不参加             | 不参加 | 不参加 | 不参加 | 不参加 | 不参加 | 不参加 |
| 1972   | 不参加             | 不参加 | 不参加 | 不参加 | 不参加 | 不参加 | 不参加 |
| 1976   | 棄権               | 棄権   | 棄権   | 棄権   | 棄権   | 棄権   | 棄権   |
| 1980   | 棄権               | 棄権   | 棄権   | 棄権   | 棄権   | 棄権   | 棄権   |
| 1984   | 優勝               | 6      | 3      | 3      | 0      | 7      | 3      |
| 1988   | 優勝               | 6      | 3      | 3      | 0      | 5      | 1      |
| 1992   | 準優勝             | 5      | 2      | 2      | 1      | 8      | 3      |
| 1996   | 優勝               | 6      | 3      | 2      | 1      | 11     | 6      |
| 2000   | 準優勝             | 6      | 3      | 1      | 2      | 11     | 8      |
| 2004   | グループリーグ敗退 | 3      | 0      | 1      | 2      | 3      | 5      |
| 2007   | 準優勝             | 6      | 4      | 1      | 1      | 12     | 6      |
| 2011   | グループリーグ敗退 | 3      | 0      | 0      | 3      | 1      | 8      |
| 2015   | グループリーグ敗退 | 3      | 1      | 0      | 2      | 5      | 5      |
| 2019   | ベスト16           | 4      | 2      | 0      | 2      | 6      | 3      |
| 2023   | ベスト16           | 4      | 2      | 2      | 0      | 5      | 2      |
| 合計   | 11/18              | 52     | 23     | 15     | 14     | 74     | 50     |

### ガルフカップ
| 開催年 | 結果               |
| ------ | ------------------ |
| 1970   | 3位                |
| 1972   | 準優勝             |
| 1974   | 準優勝             |
| 1976   | 5位                |
| 1979   | 3位                |
| 1982   | 4位                |
| 1984   | 3位                |
| 1986   | 3位                |
| 1988   | 3位                |
| 1990   | 辞退               |
| 1992   | 3位                |
| 1994   | 優勝               |
| 1996   | 3位                |
| 1998   | 準優勝             |
| 2002   | 優勝               |
| 2003   | 優勝               |
| 2004   | 1回戦敗退          |
| 2007   | 3位                |
| 2009   | 準優勝             |
| 2010   | 準優勝             |
| 2013   | グループリーグ敗退 |
| 2014   | 準優勝             |
| 2017   | グループリーグ敗退 |
| 2019   | 準優勝             |
| 2023   | グループリーグ敗退 |

### FIFAアラブカップ
| 開催年 | 結果               |
| ------ | ------------------ |
| 1963   | 予選敗退           |
| 1964   | 予選敗退           |
| 1966   | 予選敗退           |
| 1985   | 3位                |
| 1988   | グループリーグ敗退 |
| 1992   | 準優勝             |
| 1998   | 優勝               |
| 2002   | 優勝               |
| 2012   | 4位                |
| 2021   | グループリーグ敗退 |

### 西アジアサッカー選手権
| 開催年 | 結果               | 試合   | 勝利   | 引分   | 敗戦   | 得点   | 失点   |
| ------ | ------------------ | ------ | ------ | ------ | ------ | ------ | ------ |
| 2000   | 不参加             | 不参加 | 不参加 | 不参加 | 不参加 | 不参加 | 不参加 |
| 2002   | 不参加             | 不参加 | 不参加 | 不参加 | 不参加 | 不参加 | 不参加 |
| 2004   | 不参加             | 不参加 | 不参加 | 不参加 | 不参加 | 不参加 | 不参加 |
| 2007   | 不参加             | 不参加 | 不参加 | 不参加 | 不参加 | 不参加 | 不参加 |
| 2008   | 不参加             | 不参加 | 不参加 | 不参加 | 不参加 | 不参加 | 不参加 |
| 2010   | 不参加             | 不参加 | 不参加 | 不参加 | 不参加 | 不参加 | 不参加 |
| 2012   | グループリーグ敗退 | 3      | 1      | 1      | 1      | 1      | 1      |
| 2014   | グループリーグ敗退 | 2      | 0      | 1      | 1      | 1      | 4      |
| 合計   | 2/8                | 5      | 1      | 2      | 2      | 2      | 5      |

## 歴代監督
- マリオ・ザガロ 1981-1984
- カルロス・アルベルト・パレイラ 1988-1990
- レオ・ベーンハッカー 1993-1994
- モハメド・アル・ハラシ 1994
- イヴォ・ヴォルトマン 1994
- ホルヘ・ソラーリ 1994
- モハメド・アル・ハラシ 1995
- ゼ・マリオ 1995-1996
- ネロ・ヴィンガダ 1996-1997
- オットー・フィスター 1998
- カルロス・アルベルト・パレイラ 1998
- モハメド・アル・ハラシ 1998
- オットー・フィスター 1999
- ミラン・マチャラ 1999-2000
- ナーセル・アル＝ジョーハル 2000
- スロボダン・サントラチュ 2001
- ナーセル・アル＝ジョーハル 2001-2002
- ヘラルト・ファン・デル・レム 2003-2004
- ナーセル・アル＝ジョーハル 2004
- ガブリエル・カルデロン 2004-2005
- マルコス・パケタ 2006-2007
- エリオ・ドス・アンジョス 2007-2008
- ナーセル・アル＝ジョーハル 2008-2009
- ジョゼ・ペセイロ 2009-2011
- ナーセル・アル＝ジョーハル 2011
- フランク・ライカールト 2011-2013
- フアン・ラモン・ロペス・カロ 2013-2014
- コスミン・オラロイ 2014-2015
- ファイサル・アル＝バーデン 2015
- ベルト・ファン・マルワイク 2015-2017
- エドガルド・バウサ 2017
- フアン・アントニオ・ピッツィ 2017-2019
- エルヴェ・ルナール 2019-2023
- サアド・アッ＝シェフリー（英語版） 2023
- ロベルト・マンチーニ 2023-2024
- エルヴェ・ルナール 2024-

## 歴代選手

### W杯の大会メンバー
- FIFAワールドカップ
  - 1994 FIFAワールドカップ参加チーム
  - 1998 FIFAワールドカップ参加チーム
  - 2002 FIFAワールドカップ参加チーム
  - 2006 FIFAワールドカップ参加チーム
  - 2018 FIFAワールドカップ参加チーム
  - 2022 FIFAワールドカップ参加チーム

### 主な代表選手
| - GK - モハメド・アル＝デアイエ 1993-2006 - ヤーセル・アル＝モサイレム 2006-2018 - ワリード・アブドッラー 2007-2019 - ファウワーズ・アル＝ガルニー 2013- - ムハンマド・アル＝オワイス 2015- | - DF - フセイン・スライマーニー 1996-2018 - アハメド・ドゥキ 1997-2006 - ハマド・アル＝モンタシャリ 2002-2011 - オサマ・ハウサウィ 2006-2018 - ヤーセル・アッ＝シャハラーニー 2012- - アブドッラー・オタイフ 2012- - フサイン・アル＝ムガフウィー 2012- - オマル・ハウサウィ 2013-2019 - モハメド・アル＝ブライク 2015- - アリー・アール＝ブライヒー 2018- - アブドッラー・アル＝ハイバリー 2018- - アブドッラフマーン・ガリーブ 2018- |

| - MF - ナウワーフ・アッ＝テミヤート 1998-2006 - ムハンマド・アッ＝シャルフーブ 2000-2018 - サウード・カリーリー 2001-2015 - タイシール・アル＝ジャーシム 2004-2018 - ヤヒヤ・アッ＝シェフリー 2009-2019 - サーレム・アッ＝ドーサリー 2011- - サルマーン・アル＝ファラジュ 2012- - サーミー・アン＝ナジャイー 2017- - ハッターン・バーヘブリー 2017- - モハメド・カンノ 2017- | - FW - マージド・アブドゥッラー 1977-1994 - サイード・アル＝オワイラン 1991-1998 - サーミー・アル＝ジャービル 1992-2006 - ヤセル・アル＝カフタニ 2002-2013 - ナーセル・アッ＝シャムラーニー 2005-2018 - ナーイフ・ハザジ 2008-2016 - ムハンマド・アル＝サフラウィ 2009-2018 - ファハド・アル＝ムワッラド 2012- - サーレム・アッ＝ドーサリー 2012- |